# Spatsizi River
Der Spatsizi River ist ein orographisch linker Nebenfluss des Stikine River im Nordwesten der kanadischen Provinz British Columbia.

## Flusslauf
Der Fluss entspringt auf einer Höhe von etwa 1600 m auf dem Spatsizi-Plateau. Im Quellgebiet wurde der Spatsizi Headwaters Park, ein Provincial Park, eingerichtet. Der Skeena River, der jedoch nach Süden abfließt, entspringt wenige Kilometer entfernt. Der Spatsizi River fließt in überwiegend nordöstlicher Richtung durch das Bergland. Sein Flusslauf und sein Einzugsgebiet liegen zum größten Teil im Spatsizi Plateau Wilderness Provincial Park. Wichtige Nebenflüsse sind Kluayetz Creek, Dawson River und Ross River von rechts sowie Mink Creek von links. Der Mink Creek entwässert den Cold Fish Lake, den größten See im Einzugsgebiet des Spatsizi River. Etwa bei Flusskilometer 10 befindet sich der Ort Hyland Post am linken Flussufer. Der Spatsizi River mündet schließlich 140 km südöstlich von Dease Lake in den Stikine River.
Der Spatsizi River hat eine Länge von etwa 110 km. Er entwässert ein Areal von 3400 km². Der mittlere Abfluss an der Mündung liegt bei 60 m³/s. Die höchsten monatlichen Abflüsse treten üblicherweise im Juni auf.